# Maschinengewehr 81
Maschinengewehr 81, kort MG 81, var en kulspruta för montering i stridsflygplan med kaliber 7,92 mm, utvecklad 1938 av Mauser från MG 34 och tillverkad från 1940 till 1945. 

## Användning
Monterades bland annat i:
- Heinkel He 111
- Heinkel He 177 Greif
- Junkers Ju 188